# Enoc (álbum)
Enoc es el cuarto álbum de estudio del cantautor puertorriqueño Ozuna, Se lanzó a través de Aura Music y Sony Music Latin el viernes 4 de septiembre de 2020. Fue promocionado con cinco sencillos: «Caramelo», «No se da cuenta», «Del mar», «Una locura» y «Despeinada». El álbum cuenta con las participaciones de Daddy Yankee, Nicky Jam, Wisin, Zion & Lennox, entre otros.

## Antecedentes
ENOC es una abreviatura de «El negrito ojos claros», alias del cantante. En una entrevista confirmó que el disco se refiere a su raíz y los temas de reguetón en su primer álbum Odisea. Los primeros rumores de un posible nuevo álbum de estudio de Ozuna, fue cuando el cantante comenzó a colocar la etiqueta #ENOC en sus publicaciones. La primera de ella, tras el lanzamiento del sencillo principal «Caramelo». El cantante mencionó que el álbum sería lanzado durante el 2020. El 30 de agosto de 2020, confirmó el número total de pista incluidas, convirtiéndose en el segundo álbum más largo de Ozuna con 19 temas, solo tras Aura.
Sobre el álbum y el apoyo de su equipo de trabajo comentó: «trabajamos en este álbum con mucho esmero, reconociendo que en estos tiempos difíciles por una pandemia global, la música es el mejor escape y alivio». Añadió además la importancia del disco en su carrera: «significa mucho para mí, es un reflejo de la esencia musical que mi inicio, pero esta vez sumándole todo el aprendizaje adquirido durante los pasados años».

## Promoción

### Sencillos
Para la divulgación del álbum se lanzó previamente el sencillo «Caramelo» y una versión remix lanzada el 17 de agosto de 2020 que contó con la participación de Karol G y Myke Towers.

### Sencillos promocionales
El 1 de septiembre de 2020, Ozuna lanzó un sencillo promocional titulado «Enemigos Ocultos» junto a Wisin & Myke Towers en colaboración con Arcángel, Cosculluela & Juanka, dos días después publicó «Despeinada» con Camilo, como previa del lanzamiento de su nuevo álbum.
Antes de esto, se lanzó «Gistro amarillo», este último con el cantante Wisin y que representa una nueva versión del tema «La gitana» de Wisin incluido en el álbum El Sobreviviente (2004). Canciones como «No se da cuenta» con Daddy Yankee y «Mala», también fueron lanzados como sencillos promocionales del álbum del cantante.

## Lista de canciones
| N.º | Título                                                                      | Escritor(es) | Productor(s)                                                   | Duración |  |
| 1.  | «Enemigos ocultos» (con Wisin, Myke Towers, Arcángel, Cosculluela y Juanka) | Juan Carlos Ozuna, Rafael Torres Betancourt, Joel Ismael Vázquez, Austin Santos, Juanka, José Fernando Cosculluela, Juan Luis Morera, Michael Towers, Elijah Sarraga y Marcos A. Ramírez | Los Legendarios                                                | 7:25     |  |
| 2.  | «Caramelo»                                                                  | Ozuna, Yazid Antonio Rivera, Vicente Saavedra, Marco Efraín Masís, Alexis Gotay, José Aponte Santi y Eduardo Vargas Berrios                                                              | Tainy, Yazid “El Metálico”, Hi Music Hi Flow y Gotay           | 3:37     |  |
| 3.  | «No se da cuenta» (con Daddy Yankee)                                        | Ozuna, Ramón Luis Ayala, Rivera, Víctor Torres, Ramírez, Gabriel Lebrón, Vargas y Audberto Duprey                                                                                        | Los Legendarios, Yazid y Los Harmónicos                        | 3:51     |  |
| 4.  | «Mala»                                                                      | Ozuna, Vázquez, Aponte, Jean Carlos Espinell, Alexis Gotay y Felix Ozuna | Hi Music Hi Flow y YannC El Armónico                           | 3:05     |  |
| 5.  | «Del mar» (con Doja Cat y Sia)                                              | Ozuna, Sia Furler, Ami Zandile, Rivera, Starlin Rivas Rivera, Jose Cotto, Aponte, Jesse Samuel Shatkin, Vargas, Donny Flores y Gotay                                                     | Legazzy, Yazid, Hi Music Hi Flow y Hyde “El Verdadero Químico” | 3:34     |  |
| 6.  | «Sincero»                                                                   | Ozuna, Andres Jael Correa, Aponte, Torres, Ramírez, Felix Ozuna, Jose Yamil Diaz, Gerald Oscar Jimenez y Gotay                                                                           | Los Legendarios, Rio, Hi Music Hi Flow y Dímelo Yama           | 3:15     |  |
| 7.  | «Qué tú esperas» (con Zion & Lennox)                                        | Ozuna, Félix G. Ortiz, Gabriel Enrique Pizarro, Torres, Cotto, Rivera, Ramírez, Breton, Aponte, Vargas, Felix Ozuna y Gotay                                                              | Los Legendarios, Hi Music Hi Flow y Hyde                       | 3:41     |  |
| 8.  | «Un Get»                                                                    | Ozuna, Aponte, Joel Ismael Vázquez, Robert Martínez Lebron, Torres, Jaime Cosculluela, Felix Ozuna, Cotto, Christian Linares y Gotay                                                     | Hi Music Hi Flow, Linares y Came Beats                         | 3:31     |  |
| 9.  | «Una locura» (con J Balvin y Chencho Corleone)                              | Ozuna, José Álvaro Osorio, Aponte, Rivas, Gotay, Orlando Javier Valle, Vargas, Rivera, Felix Ozuna, Cotto, Christian Linares y Gotay                                                     | Legazzy, Yazid, Hi Music Hi Flow y Hyde                        | 3:50     |  |
| 10. | «A escondidas»                                                              | Ozuna, Correa, Felix Ozuna, Torres, Ramírez y Jiménez | Los Legendarios y Rio                                          | 3:20     |  |
| 11. | «Esto no acaba» (con Nicky Jam)                                             | Ozuna, Nick Rivera, Torres, DJ Nelson, Ramírez, Juan Diego Medina y Eddy Grant | Los Legendarios y DJ Nelson                                    | 3:37     |  |
| 12. | «El reggaetón»                                                              | Ozuna, Torres, Ramírez, Correa, Vázquez, Felix Ozuna y Jimenez | Los Legendarios y Rio                                          | 3:36     |  |
| 13. | «Despeinada» (con Camilo)                                                   | Ozuna, Camilo Echeverry, Gotay y Vargas | Legazzy, Yazid y Hi Music Hi Flow                              | 3:44     |  |
| 14. | «Gistro amarillo» (con Wisin)                                               | Ozuna, Juan Luis Morera, Gotay, Urbani Mota y Luis Jorge Romero | Urba & Rome                                                    | 3:50     |  |
| 15. | «El oso del dinero»                                                         | Ozuna, Aponte, Gotay, Felix Ozuna, Diego Caviedes Franco, Cotto y Rivera | Yazid, Hi Music Hi Flow, Hyde y Kavy Kali                      | 2:37     |  |
| 16. | «No la mires» (con Jhay Cortez)                                             | Ozuna, Jesus Nieves, Aponte, Gotay, Felix Ozuna, Cotto, Cosculluela, Carlos Mejias y Vázquez                                                                                             | Hi Music Hi Flow, Hyde y Came Beats                            | 3:31     |  |
| 17. | «Duele querer»                                                              | Ozuna, David Aponte, Máximo Domingo Selman, José Ramón Jiménez, Jeanpierre Soto, Felix Ozuna y Jadiel Jesus Nuñez                                                                        | Yampi y Kronix Magical                                         | 2:00     |  |
| 18. | «Caramelo (Remix)» (con Karol G y Myke Towers)                              | Ozuna, Michael Towers, Carolina Giraldo, Rivera, Saavedra, Efraín y Vargas | Legazzy, Tainy, Yazid, Hi Music Hi Flow y Gotay                | 3:53     |  |
| 19. | «Del mar (Solo version)»                                                    | Ozuna, Rivera, Starlin Rivas Rivera, Jose Cotto, Aponte, Jesse Samuel Shatkin, Vargas, Donny Flores y Gotay                                                                              | Legazzy, Yazid, Hi Music Hi Flow y Hyde                        | 3:27     |  |
| 20. | «Gracias»                                                                   | Ozuna, Aponte, Felix Ozuna, Vargas, Jimenez y Gotay | Hi Music Hi Flow y Rio                                         | 2:41     |  |

Notas
- «Gistro amarillo» contiene una interpolación de «La gitana» de Wisin.[18]

## Posicionamiento en listas
| Listas (2020)                     | Mejor posición |
| --------------------------------- | -------------- |
| Estados Unidos (Billboard 200)    | 17             |
| Estados Unidos (Top Latin Albums) | 1              |

## Certificaciones
| País (organismo certificador) | Certificación   | Unidades certificadas |
| ----------------------------- | --------------- | --------------------- |
| Estados Unidos (RIAA)         | Platino (Latin) | 60 000                |